# Fiona Apple
Fiona Apple McAfee-Maggart, född 13 september 1977 i New York, är en amerikansk singer/songwriter och pianist.
Hon har släppt fem album mellan 1996 och 2020 som alla har blivit framgångsrika på Billboardlistan. Hon har vunnit flera priser, bland annat tre Grammy Awards.

## Biografi
Fiona Apple växte upp i New York och Los Angeles ägnade sig tidigt åt musik. Debutalbumet Tidal (1996) gav henne en Grammy för låten "Criminal". Hennes andra album When the Pawn... (1999) hyllades av kritiker och sålde platina. Även hennes tredje och fjärde album Extraordinary Machine (2005) respektive The Idler Wheel... (2012) nominerades till Grammys. Efter en paus på åtta år återkom hon 2020 med albumet Fetch the Bolt Cutters (2020) vilket vann två Grammys.

## Diskografi

### Studioalbum
- 1996 – Tidal
- 1999 – When the Pawn...
- 2005 – Extraordinary Machine
- 2012 – The Idler Wheel Is Wiser Than the Driver of the Screw and Whipping Cords Will Serve You More Than Ropes Will Ever Do
- 2020 – Fetch the Bolt Cutters

### Singlar (urval)
- 1996 – "Shadowboxer"
- 1997 – "Sleep to Dream"
- 1997 – "Criminal"
- 1999 – "Fast as You Can"

### Samlingsalbum
- 2006 – iTunes Originals – Fiona Apple